# Мартынчик, Евгений Григорьевич
Евгений Григорьевич Мартынчик (2 августа 1935, Дубровица — 17 сентября 2005, Курск) — советский, украинский, молдавский и российский учёный-правовед и адвокат. Доктор юридических наук (1983), профессор (1992), заведующий Отделом философии и права Академии наук Республики Молдова, профессор Курского государственного технического университета. Специалист по уголовно-процессуальному праву.

## Биография
Родился 2 августа 1935 года в городе Дубровица Ровенской области Украинской ССР.
В 1958 году окончил Харьковский юридический институт. С 1964 по 1967 годы обучался в аспирантуре Всесоюзного заочного юридического института.
В 1968 году защитил диссертацию на соискание учёной степени кандидата юридических наук на тему «Гарантии прав обвиняемого в советском уголовном процессе».
В 1958—1965 годах — адвокат, заведующий юридической консультацией Ивано-Франковской областной коллегии адвокатов.
С 1967 по 1972 годы — преподаватель Магаданского филиала Всесоюзного заочного юридического института.
С 1972 по 2000 годы — научный сотрудник Академии наук Республики Молдова.
В 1982 году защитил диссертацию на соискание учёной степени доктора юридических наук на тему «Проблемы процессуального статуса и эффективности охраны прав подсудимого (осуждённого) в судах первой и кассационной инстанций».
С 2000 по 2005 год — профессор Курского государственного технического университета.
Умер 17 сентября 2005 года в Курске.

## Научная деятельность
В сферу научных интересов Е. Г. Мартынчика входило изучение проблем организации и деятельности правосудия, реального обеспечения прав обвиняемого и осуждённого в СССР и Российской Федерации.
Им также исследовались особенности организации и деятельности, история создания и функционирования правоохранительных органов, адвокатуры и суда республики Молдова.
За годы работы им опубликовано более 100 научных работ, среди которых несколько монографий и учебных пособий. Активно публиковался в ведущих научных журналах, таких как Правоведение, Советское государство и право, Социалистическая законность, Советская юстиция и других.

## Некоторые публикации

### Монографии, учебники
- Мартынчик Е. Г. Конституционные основы правосудия. — Кишинёв: Картя Молдовеняскэ, 1979. — 80 с.
- Мартынчик Е. Г. Проблема прав и свобод личности и идеологическая борьба. — Кишинёв: Общество «Знание» МССР, 1979. — 24 с.
- Мартынчик Е. Г. Беречь и укреплять социалистическую собственность. — Кишинёв: Штиница, 1983. — 112 с.
- Мартынчик Е. Г. Гарантии прав осужденного в надзорном производстве / Отв. ред. В. И. Моряк. — Кишинёв: Штиница, 1985. — 159 с.
- Мартынчик Е. Г. Особое мнение судьи по уголовному делу / Под ред. П. С. Никитюка. — Кишинёв: Штиница, 1981. — 130 с.
- Мартынчик Е. Г. Авторитет советского суда / Под ред. В. М. Иванова. — Кишинёв: Штиница, 1991. — 172 с. — ISBN 5-376-00867-3.
- Мартынчик Е. Г. Судебная власть в Молдове. Создание и функционирование. — Кишинёв: Междунар. независимый ун-т Молдовы, 1999. — 147 с. — ISBN 9975-920-14-4.
- Мартынчик Е. Г. Охрана прав осужденного в кассационном производстве / Под ред. П. С. Никитюка. — Кишинёв: Штиница, 1979. — 120 с.

### Статьи
- Мартынчик Е. Г. Акты адвокатского расследования: виды, форма, структура, содержание и значение // Российская юстиция : научный журнал. — 2009. — № 9. — С. 52—55.
- Мартынчик Е. Г. Процессуальный статус осужденного в стадии надзорного производства // Правоведение : научный журнал. — 1984. — № 4. — С. 74—77.
- Мартынчик Е. Г. Субъективные права обвиняемого и их процессуальные гарантии // Советское государство и право : научный журнал. — 1976. — № 7. — С. 87—93.
- Мартынчик Е. Г. Эффективность деятельности адвоката в уголовном судопроизводстве // Правоведение : научный журнал. — 1979. — № 5. — С. 70—75.
- Мартынчик Е. Г. Эффективность охраны прав осужденного в кассационном производстве // Советское государство и право : научный журнал. — 1980. — № 6. — С. 79—84.
- Мартынчик Е. Г. Авторитет советского суда; мнение профессиональных юристов // Советская юстиция : научный журнал. — 1988. — № 16. — С. 8—10.
- Мартынчик Е. Г. Вправе ли прокурор быть субсидиарным обвинителем? // Законность : научный журнал. — 2003. — № 11. — С. 10—12.

### Биография
- Мартынчик Евгений Григорьевич // Правовая наука и юридическая идеология России: энциклопедический словарь биографий / Под ред. В. М. Сырых. — М.: Российский государственный университет правосудия, 2015. — Т. 4. — С. 54. — ISBN 9785041681838.
- Хачатуров Р. Л. Мартынчик Евгений Григорьевич // Юридическая энциклопедия / ред. В. А. Якушин. — Тольятти: Издательство Волжского университета им. В. Н. Татищева, 2018. — Т. 9: М-Н. — 433 с. — ISBN 9785041380441.
- Рябинина Т. К. К 75-летию со дня рождения Евгения Григорьевича Мартынчика (02.08.1935-17.09.2005) // Уголовное судопроизводство : научный журнал. — 2010. — № 4. — С. 29—31. — ISSN 2072-4411.
- Милушев Д. В. Е. Г. Мартынчик: человек, учёный, педагог // Закон и жизнь : научный журнал. — Кишинёв, 2010. — № 9. — С. 27—29.
- Милушев Д. В., Белый Н. А. Евгений Григорьевич Мартынчик, человек, учёный, педагог // Уголовное судопроизводство : научный журнал. — 2015. — № 4. — С. 40—46. — ISSN 2072-4411.

### Критика
- Ларин А. М. Мартынчик Е. Г. Гарантии прав обвиняемого в суде первой инстанции. — Кишинев: Штиинца, 1975. — 218 с. (Рецензия) // Советское государство и право : научный журнал. — 1977. — № 7. — С. 160—161.
- Белоусов В. П., Васильев Л. М. Мартынчик Е. Г. Особое мнение судьи по уголовному делу. — Кишинев: Штиинца, 1981. — 130 с. (Рецензия) // Правоведение : научный журнал. — 1983. — № 2. — С. 114—115.